# Britannia Adelphi Hotel
Le Britannia Adelphi Hotel est un hôtel du centre de Liverpool, dans le nord-ouest de l'Angleterre. Situé sur la Ranelagh Place, c'est le troisième hôtel construit sur ce site ; il est inclus dans la liste de l'héritage national d'Angleterre en tant que bâtiment de Grade II. Le Britannia Adelphi appartient au groupe Britannia Hotels. Il comporte 402 chambres particulières, des salles de restauration et de conférences, ainsi qu'un gymnase.

## Histoire
En 1826, les deux maisons mitoyennes du site, datant du XVIIIe siècle, sont converties en hôtel pour l'hôtelier James Radley, . Auparavant, cet endroit était occupé par les Ranelagh Gardens (en), qui ont fermé à la fin des années 1790. Ces jardins étaient le premier espace vert public de la ville. L'édifice est remplacé par un nouvel hôtel en 1876, qui est racheté en 1892 par la société Midland Railway, qui renomme l'hôtel en « Midland Adelphi ». Les caves de cet établissement sont remplies d'aquarium chauffés dans lesquels vivent des tortues servant à la préparation de la soupe de tortue. Ce plat n'est pas uniquement servi à l'hôtel, mais préparé pour divers banquets ayant lieu dans toute l'Angleterre ainsi qu'à l'étranger,. Entre 1911 et 1914, la compagnie de chemin de fer remplace cet hôtel par le bâtiment actuel, conçu par l'architecte Frank Atkinson (en). À son ouverture, il est considéré comme l'un des hôtels anglais les plus luxueux en dehors de Londres.
Du fait que Liverpool est une ville de départs et d'arrivées de paquebots au début du XXe siècle, l'Adelphi Hotel héberge principalement des riches voyageurs avant leur embarquement pour l'Amérique du Nord. La Sefton Suite de l'Adelphi Hotel est une réplique exacte du bar fumeur de première classe du paquebot RMS Titanic .
Parmi les clients ayant séjourné à l'hôtel figurent d'importants dirigeants mondiaux tels que Franklin D. Roosevelt et Winston Churchill, des artistes se produisant à l'Empire Theatre, comme Frank Sinatra, Laurel et Hardy, Judy Garland, Bob Dylan. Roy Rogers et son cheval Trigger ont également séjourné à l'hôtel.
Contrairement aux faits relatés par le film Sur la route de Nairobi, Sir Jock Delves Broughton s'est suicidé à l'Adelphi Hotel le 5 décembre 1942.

## Architecture

### Extérieur
Le Britannia Adelphi Hotel est construit en pierre de Portland ; il appartient au style de l'Art nouveau. Il comprend sept étages, et sa façade d'entrée comporte onze baies vitrées. Les trois baies centrales du rez-de-chaussée comprennent l'entrée, qui est soutenue par deux colonnes. Les fenêtres du premier étage sont arquées, et les autres fenêtres sont rectangulaires. Dans les trois baies centrales des quatrième et cinquième étages se trouve un balcon encastré maintenu par des colonnes ioniques. Des colonnes du même style sont également présentes autour des baies no  2 et 10. Au-dessus du sixième étage se trouve une corniche avec une balustrade.

### Intérieur
Les salles publiques comportent des colonnes, du lambris en marbre, et le plafond est orné d'arches. La Cour centrale (Central Court) comporte des pilastres de marbre rose, des surfaces vitrées et des portes-fenêtres donnant sur les côtés du restaurant. Derrière cette cour se trouve le Hypostyle Hall, qui comporte des décorations de style Empire et quatre colonnes ioniques. À l'arrière du Hall se trouve la Cour de la Fontaine (Fountain Court).

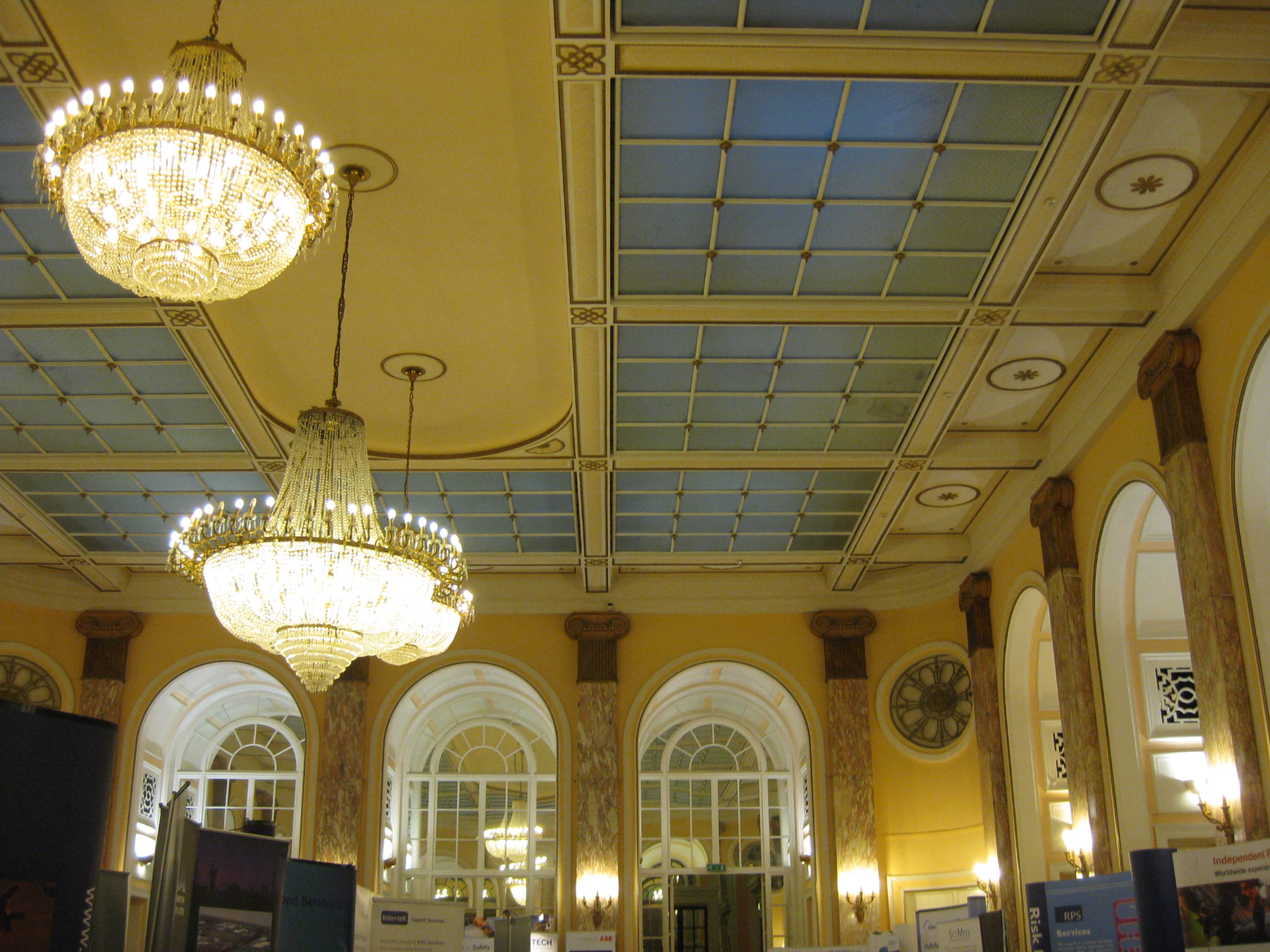
Le hall d'entrée
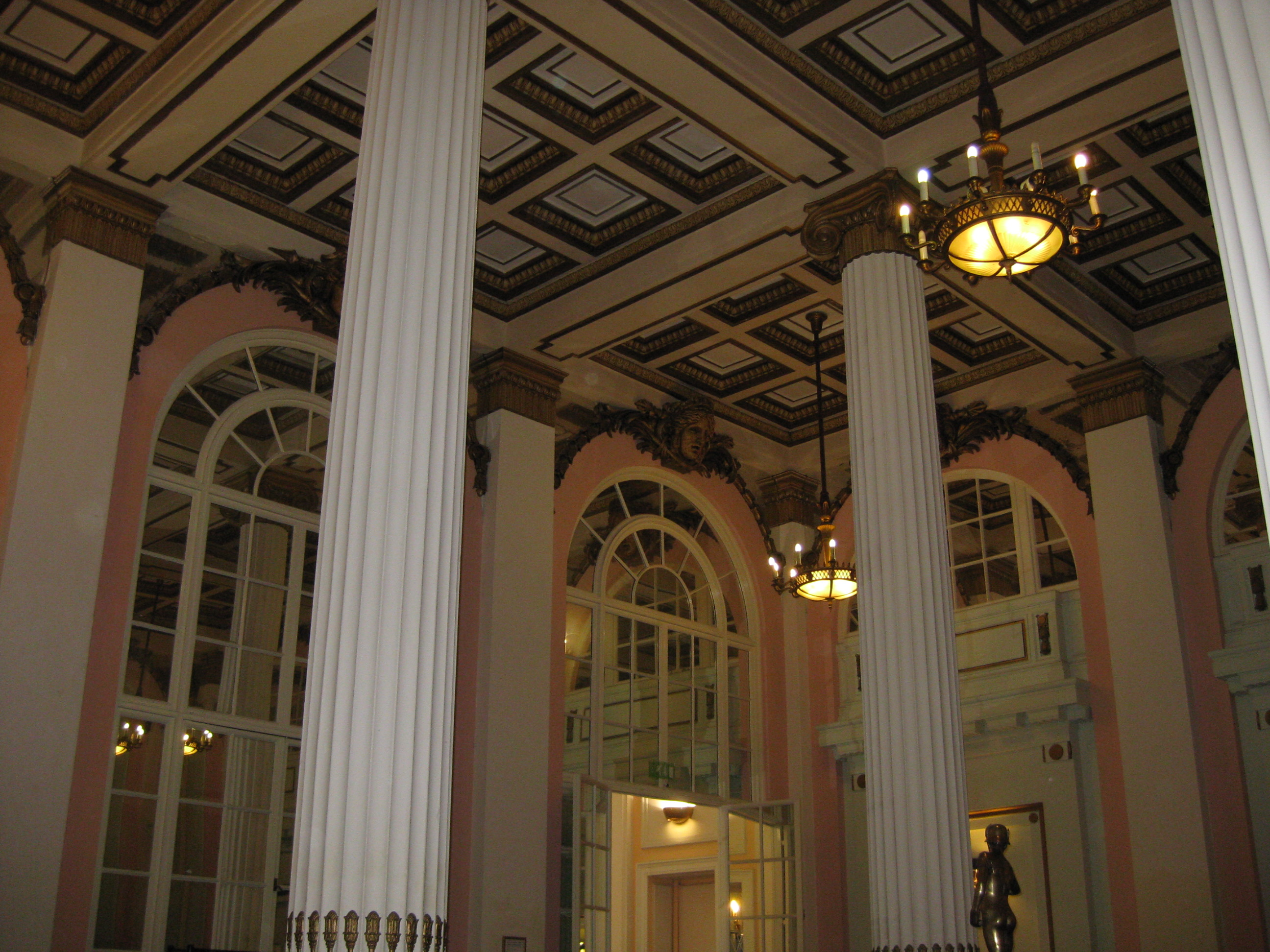
Le Hypostyle Hall
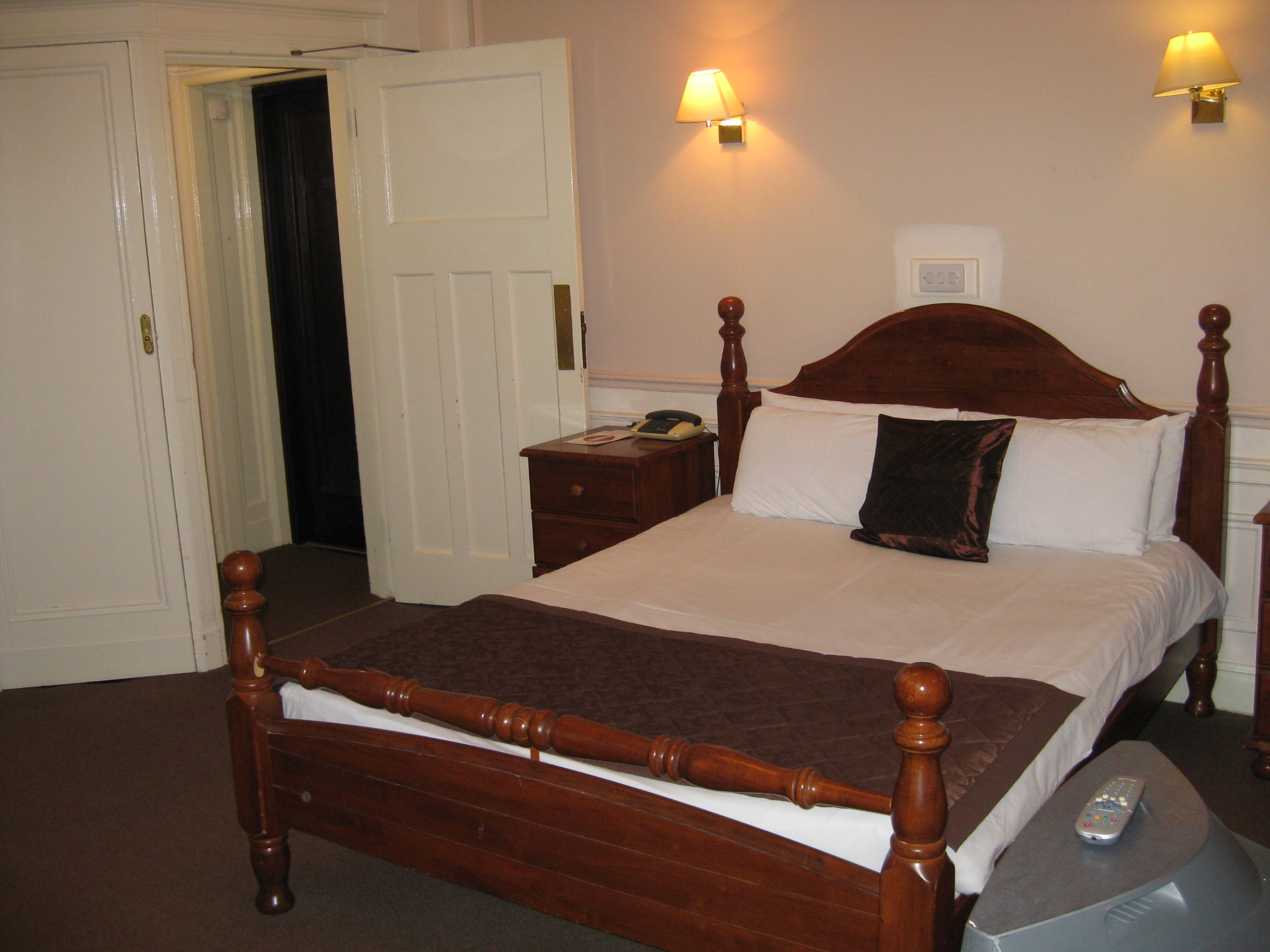
Une chambre double

## Séjour de Roy Rogers à l'Adelphi Hotel
En mars 1954, l'acteur et chanteur Roy Rogers, en compagnie de sa femme et de son cheval Trigger, séjournent au Britannia Adelphi Hotel de Liverpool à la suite de leur représentation au Liverpool Empire Theatre. Alors que Rogers, malade, était dans son lit, son cheval traverse l'hôtel et offre à son maître un bouquet de fleurs. Trigger a également signé le registre de l'hôtel avec ses dents et a fait une apparition sur un balcon, où il a été accueilli par 4 000 fans.

## Médiatisation de l'Adelphi Hotel
Au chapitre 1.8 de Vingt mille lieues sous les mers, roman de Jules Verne, le Professeur Annorax décrit l'intérieur du sous-marin de manière similaire à celui de l'Adelphi Hotel. Le bar de l'hôtel est utilisé en tant que décor intérieur du paquebot dans la série télévisée britannique Retour au château, retransmise en 1987. En 1997, l'hôtel fait l'objet d'une série documentaire en huit parties réalisée par la BBC, nommée Hotel (en),. Ce documentaire pris sur le vif permet aux téléspectateurs de voir l'envers du fonctionnement de l'établissement. Il est narré par l'acteur Andrew Sachs.
En novembre 2010, une inspection d'hygiène alimentaire effectuée par le conseil municipal de Liverpool démontre que l'hôtel n'obéit pas aux normes de propreté ; l'hôtel reçoit 0 étoiles sur 5. L'établissement est alors menacé de fermeture si des mesures d'hygiène ne sont pas instaurées. Cet épisode entraîne le licenciement du dirigeant de l'hôtel. Une contre-inspection effectuée par la suite montre des améliorations notables concernant l'hygiène de l'établissement. L'on peut brièvement voir l'Adelphi Hotel dans Dont Look Back, un documentaire retraçant la vie de Bob Dylan, lorsque le chanteur se tient sur le balcon de l'hôtel pour y être accueilli par ses fans.